# Єркебаєва Гульмарал Мененбаївна
Гульмарал Єркебаєва (нар. 4 листопада 1995, Кербулацький район, Алматинська область) — казахська борчиня вільного стилю, триразова бронзова призерка чемпіонатів Азії, срібна призерка Азійських ігор у приміщенні. Майстер спорту Казахстану міжнародного класу з вільної боротьби.

## Життєпис
Боротьбою почала займатися з 2010 року. У 2012 році стала срібною призеркою чемпіонату Азії серед кадетів. Наступного року виборола бронзову нагороду на чемпіонаті Азії серед юніорів. Через два роки, у 2015 повторила цей результат на цих же змаганнях. Того ж року стала бронзовою призеркою чемпіонаті світу серед юніорів.
Триразова чемпіонка Казахстану. Тренується під керівництвом Кайрата Сагадієва.
Почесна громадянка Кербулацького району.

## Спортивні результати на міжнародних змаганнях

### Виступи на Чемпіонатах світу
| Змагання                        | Збірна    | Вагова категорія          | Місце |
| ------------------------------- | --------- | ------------------------- | ----- |
| Чемпіонат світу з боротьби 2017 | Казахстан | жіноча боротьба, до 75 кг | 11    |
| Чемпіонат світу з боротьби 2022 | Казахстан | жіноча боротьба, до 76 кг | 8     |

### Виступи на Чемпіонатах Азії
| Змагання                       | Збірна    | Вагова категорія          | Місце  |
| ------------------------------ | --------- | ------------------------- | ------ |
| Чемпіонат Азії з боротьби 2015 | Казахстан | жіноча боротьба, до 75 кг | Бронза |
| Чемпіонат Азії з боротьби 2016 | Казахстан | жіноча боротьба, до 75 кг | Бронза |
| Чемпіонат Азії з боротьби 2017 | Казахстан | жіноча боротьба, до 75 кг | Бронза |
| Чемпіонат Азії з боротьби 2019 | Казахстан | жіноча боротьба, до 76 кг | 7      |
| Чемпіонат Азії з боротьби 2022 | Казахстан | жіноча боротьба, до 76 кг | Бронза |

### Виступи на Азійських іграх
| Змагання                        | Збірна    | Вагова категорія          | Місце  |
| ------------------------------- | --------- | ------------------------- | ------ |
| Азійські ігри в приміщенні 2017 | Казахстан | жіноча боротьба, до 75 кг | Срібло |

### Виступи на інших змаганнях
| Змагання                                                  | Збірна    | Вагова категорія          | Місце  |
| --------------------------------------------------------- | --------- | ------------------------- | ------ |
| Flatz Open 2013                                           | Казахстан | жіноча боротьба, до 67 кг | 5      |
| Гран-прі Німеччини з боротьби 2013                        | Казахстан | жіноча боротьба, до 72 кг | 5      |
| Турнір міста Сассарі з боротьби 2014                      | Казахстан | жіноча боротьба, до 69 кг | 5      |
| Відкритий чемпіонат Польщі з боротьби 2014                | Казахстан | жіноча боротьба, до 75 кг | 5      |
| Кубок Президента Казахстану з боротьби 2015               | Казахстан | жіноча боротьба, до 75 кг | 4      |
| Гран-прі «Іван Яригін» 2016                               | Казахстан | жіноча боротьба, до 75 кг | 8      |
| Гран-прі Німеччини з боротьби 2016                        | Казахстан | жіноча боротьба, до 75 кг | Бронза |
| Гран-прі Іспанії з боротьби 2016                          | Казахстан | жіноча боротьба, до 75 кг | 7      |
| Турнір Яшара Догу 2017                                    | Казахстан | жіноча боротьба, до 75 кг | Срібло |
| Турнір Дана Колова — Николи Петрова 2017                  | Казахстан | жіноча боротьба, до 75 кг | Бронза |
| Відкритий чемпіонат Польщі з боротьби 2017                | Казахстан | жіноча боротьба, до 75 кг | Бронза |
| Гран-прі «Іван Яригін» 2018                               | Казахстан | жіноча боротьба, до 76 кг | 15     |
| Турнір Дана Колова — Николи Петрова 2018                  | Казахстан | жіноча боротьба, до 76 кг | Бронза |
| Чемпіонат світу з боротьби серед військовослужбовців 2018 | Казахстан | жіноча боротьба, до 76 кг | Срібло |
| Відкритий кубок Монголії з боротьби 2018                  | Казахстан | жіноча боротьба, до 76 кг | Бронза |
| Гран-прі Іспанії з боротьби 2018                          | Казахстан | жіноча боротьба, до 76 кг | 7      |
| Турнір Олександра Медведя 2018                            | Казахстан | жіноча боротьба, до 76 кг | 6      |
| Турнір Дана Колова — Николи Петрова 2019                  | Казахстан | жіноча боротьба, до 76 кг | 9      |
| Турнір міста Сассарі з боротьби 2019                      | Казахстан | жіноча боротьба, до 76 кг | 8      |
| Турнір Яшара Догу 2019                                    | Казахстан | жіноча боротьба, до 76 кг | 12     |
| Відкритий чемпіонат Польщі з боротьби 2019                | Казахстан | жіноча боротьба, до 76 кг | 5      |
| Всесвітні ігри військовослужбовців 2019                   | Казахстан | жіноча боротьба, до 76 кг | Бронза |
| Гран-прі «Іван Яригін» 2022                               | Казахстан | жіноча боротьба, до 76 кг | 8      |
| Турнір Яшара Догу 2022                                    | Казахстан | жіноча боротьба, до 76 кг | Бронза |

### Виступи на змаганнях молодших вікових груп
| Змагання                                      | Збірна    | Вагова категорія          | Місце  |
| --------------------------------------------- | --------- | ------------------------- | ------ |
| Чемпіонат світу з боротьби серед кадетів 2011 | Казахстан | жіноча боротьба, до 65 кг | 16     |
| Чемпіонат Азії з боротьби серед кадетів 2012  | Казахстан | жіноча боротьба, до 70 кг | Срібло |
| Чемпіонат світу з боротьби серед кадетів 2012 | Казахстан | жіноча боротьба, до 70 кг | 5      |
| Чемпіонат Азії з боротьби серед юніорів 2012  | Казахстан | жіноча боротьба, до 67 кг | 5      |
| Чемпіонат Азії з боротьби серед юніорів 2013  | Казахстан | жіноча боротьба, до 72 кг | Бронза |
| Чемпіонат світу з боротьби серед юніорів 2013 | Казахстан | жіноча боротьба, до 72 кг | 10     |
| Чемпіонат Азії з боротьби серед юніорів 2015  | Казахстан | жіноча боротьба, до 72 кг | Бронза |
| Чемпіонат світу з боротьби серед юніорів 2015 | Казахстан | жіноча боротьба, до 72 кг | Бронза |